# Camille Chabaneau
Pour les articles homonymes, voir Chabaneau.
Camille Chabaneau, né le 4 mars 1831 à Nontron, où il est mort le 21 juillet 1908, est un philologue, romaniste et félibre français.

## Biographie
Fils de Marie Geneviève Pastoureau-Vallade et de Pierre Chabaneau, directeur des postes, la vocation philologique lui est très tôt venue, lorsqu’il a ouvert les œuvres de François Raynouard à la bibliothèque municipale de Marmande, où son père était fonctionnaire. Il se plie néanmoins, à la volonté paternelle et, sans même passer le baccalauréat, entre dans l’administration des postes.
Autodidacte n’appartenant à aucune école, formé par ses seuls efforts, sans autre secours que les livres, il était contrôleur à Angoulême lorsqu’il a publié, en 1863, son Histoire et théorie de la conjugaison française, ouvrage d’érudition et surtout de réflexion, qui a attiré sur lui l’attention de philologues de carrière, comme Émile Littré et Émile Egger, d’abord puis de Michel Bréal et de Gaston Paris, et lui a valu le prix Archon-Despérouses de 1879.
Poète lui-même, il a publié des Poésies intimes chez Lemerre. En 1872, il commence à se faire connaitre dans la Revue des Langues Romanes (d) , auquel il a longtemps assidument collaboré, y publiant de nombreux textes inédits accompagnés de savants commentaires, ainsi que dans Romania et dans les Annales du Midi. Dès lors, ses innombrables travaux sur la philologie romane et les troubadours ont attiré l’attention de toute l’Europe savante.
En 1876, il achève et publie sous sa forme définitive la Grammaire limousine progressivement élaborée par une série d’articles donnés à la Revue des Langues romanes. La même année, il devient majoral du Félibrige, dont il était membre depuis sa création en 1854. En 1878, l’intervention de Michel Bréal convainc le directeur de l’enseignement supérieur, Albert Dumont, de faire entrer cet autodidacte non diplômé, qui occupait encore alors le poste de receveur des Postes à Cognac, dans l’enseignement supérieur, comme professeur honoraire, à la faculté des lettres de Montpellier sans être passé par l’agrégation, lorsque y sont créés trois enseignements nouveaux. L’accueil initial de ses collègues a été plutôt tiède, mais cette chaire est la première à avoir été créée en province. À la mort de Boucherie, en 1883, il cumule les chaires d’ancien français et d’ancien provençal.
Le 20 septembre 1903, lors de la première Félibrée du Périgord à Mareuil, il prononce, en tant que président du Bournat, succédant à Auguste Chastanet, un discours salué par Frédéric Mistral et par Pierre Devoluy le « capoulié du Félibrige ».
De nombreuses distinctions onr couronné ses travaux : lauréat de l’Académie Française en 1879, puis élu correspondant de l’Académie des Inscriptions et Belles-Lettres en 1886, docteur honoris causa de l’université de Bonn, Président d’honneur de la Société pour l'étude des langues romanes (d) , capiscol des félibres du Périgord, membre du Comité des travaux historiques et scientifiques depuis 1899, etc. Quelques mois avant sa mort, l’Académie des Jeux Floraux lui a décerné des lettres de maitrise en souvenir des travaux de premier ordre qu’il a consacrés à ses origines dans l’Histoire du Languedoc.
Le rang élevé qu’il occupait parmi les philologues romanistes de France et de l’étranger lui a fait dédier, à l’occasion de sa soixante-quinzième année, un volume collectif intitulé Mélanges Chabaneau.

## Hommages
Son nom a été donné à une place de Montpellier.

## Distinctions
- Prix Archon-Despérouses 1879.
- Chevalier de la Légion d'honneur (31 décembre 1895)
- Officier de la Légion d'honneur (13 janvier 1908)

## Publications partielles
- Les Troubadours Renaud et Geoffroy de Pons, Paris, Maisonneuve, 1881, 31 p., in-8º (OCLC 461762672, lire en ligne).
- Les Biographies des troubadours en langue provençale : publiées intégralement pour la première fois avec une introduction et des notes, Toulouse, E. Privat, 1885 (réimpr. Slatkine reprints, Genève, 1975 et Laffite reprints, Marseille), 204 p., in-f° (OCLC 248961063, BNF 30214219, lire en ligne sur Gallica).
- Histoire et théorie de la conjugaison française, Paris, A. Franck, 1868, 133 p., in-8º (OCLC 6977256, lire en ligne sur Gallica).
- Grammaire limousine, Paris, Maisonneuve, 1876, 384 p., in-8º (OCLC 43974562, lire en ligne).
- La Langue et la Littérature du Limousin : notice suivie d’un double appendice communiqué par Alfred Leroux, Montpellier, Société pour l’étude des langues romanes, 1892, 62 p., in-8º (OCLC 799092427, lire en ligne).
- Notes sur quelques manuscrits provençaux perdus ou égarés : suivies de deux lettres inédites de Pierre de Chasteuil-Gallaup, Paris, Maisonneuve frères et C. Leclerc, 1886, 112 p., in-8º (OCLC 29135382, lire en ligne sur Gallica).
- Sur la langue romane du midi de la France : ou, Le provençal, Toulouse, Édouard Privat, 1885, 10 p., 30 cm (OCLC 19359495, lire en ligne).

### Éditions scientifiques
- Fragments d'un mystère provençal découverts à Périgueux : publiés, traduits et annotés, Périgueux, Dupont, 1874, 38 p., in-8º (OCLC 743107440, lire en ligne).
- Vie de sainte Marie-Madeleine : poème provençal (publ. pour la première fois, d'après le ms. unique appartenant à M. Paul Arbaud), Montpellier, Imp. centrale du Midi, 1885, 65 p., in-8º (OCLC 460873965, lire en ligne sur Gallica).
- Sainte Marie Madeleine dans la littérature provençale : recueil des textes provençaux en prose et en vers relatifs à cette sainte, pub. avec introductions et commentaires, Paris, Maisonneuve frères et C. Leclerc, 1887, 221 p., in-8º (OCLC 7015146, lire en ligne sur Gallica).
- Deux manuscrits provençaux du XIVe siècle : contenant des poésies de Raimon de Cornet, de Peire de Ladils et d’autres poètes de l’école toulousaine, Paris, 1888, lvi-257 p., in-8º (OCLC 16146374, lire en ligne sur Gallica).